# Heteromycteris
A Heteromycteris a csontos halak (Osteichthyes) főosztályának a sugarasúszójú halak (Actinopterygii) osztályába, ezen belül a lepényhalalakúak (Pleuronectiformes) rendjébe és a nyelvhalfélék (Soleidae) családjába tartozó nem.

## Rendszerezésük
A nembe az alábbi 6 faj tartozik:
- Heteromycteris capensis Kaup, 1858
- Heteromycteris hartzfeldii (Bleeker, 1853)
- Heteromycteris japonicus (Temminck & Schlegel, 1846)
- Heteromycteris matsubarai Ochiai, 1963
- Heteromycteris oculus (Alcock, 1889)
- Heteromycteris proboscideus (Chabanaud, 1925)